# Аспетти, Тициано
Тициано Аспетти (итал. Tiziano Aspetti, degli Aspetti, de Aspectis, de Aspettis,Tiziano; 1559, Падуя — 1606, Пиза, Тоскана) — скульптор итальянского маньеризма. Один из крупнейших скульпторов, работавших в Венеции во второй половине XVI века.

## Биография
Аспетти происходил из семьи с давними художественными традициями: его дед Гвидо Минио (Guido Minio), по прозванию Лиццаро (Lizzaro), был мастером бронзового литья, а его дядя Тициано Минио был стуккатором (лепщиком) и скульптором. Аспетти, вероятно, получил начальные знания в семейной мастерской, и не исключено, что он был помощником в мастерской венецианского скульптора Джироламо Кампанья.
Благодаря семейным связям, в 1577 году Аспетти смог перейти на службу к Джованни Гримани, епископу и патриарху Аквилеи в Венеции. Гримани был известным покровителем художников того времени (из этой знатной семьи происходили три венецианских дожа), а в его дворце размещалась самая большая коллекция древностей за пределами Рима. Аспетти проработал у патриарха шестнадцать лет, поэтому, в отличие от других начинающих художников, он сразу получил положение придворного мастера. Гримани были сторонниками итальянского маньеризма, а их семейный дворец, Палаццо Гримани ди Санта-Мария-Формоза (итал. Palazzo Grimani di Santa Maria Formosa), расположенный в восточной части города в районе Кастелло, оформляли художники Джованни да Удине, Федерико Цуккаро и Франческо Сальвиати. Коллекция антиквариата Гримани была центром притяжения для любого путешественника, посетившего Венецию в то время, и тот факт, что Аспетти провёл свою юность в такой среде, а также работая реставратором античных статуй, не мог не отразиться на его собственном творчестве.
Аспетти навсегда покинул Венецию после 3 июля 1604 года, чтобы сопровождать племянника Джованни Гримани Антонио IV Гримани, епископа Торчелло, в Пизу. Там он создал несколько статуй и рельефов, но сохранился лишь бронзовый рельеф «Мученичество святого Лаврентия» (был перенесён во Флоренцию, в капеллу Усимбарди церкви Санта-Тринита).
Скульптор прожил короткую жизнь, успел сделать немного, скончался в Пизе в возрасте сорока шести лет. По его собственному желанию был похоронен на территории монастыря кармелитов Санта-Мария-дель-Кармине в Пизе. Сохранились эпитафия и бюст художника работы Феличе Пальмы (1606). Он не был женат и сделал своим наследником племянника.

## Творчество
Несмотря на короткую творческую жизнь Тициано Аспетти достиг мастерства в работе с бронзой. Его главными конкурентами в этой области во Флоренции были Джованни Баттиста Каччини и Джамболонья. На его творчество в значительной степени повлияли работы флорентийского маньериста Бартоломео Амманати. Его главное произведение — скульптуры алтаря капеллы Святого Антония Падуанского Базилики Святого Антония (Базилика дель Санто) в Падуе (1593). Алтарь украшен бронзовыми статуями трёх францисканских святых: Антония Падуанского, Святого Бонавентуры и Людовика Тулузского, аллегорическими фигурами христианских добродетелей: Веры, Милосердия, Умеренности и Стойкости, или Надежды, и четырьмя ангелами, несущими свечи («Добродетели» в 1597 году были перемещены в хор на балюстраде главного алтаря). Это был третий и самый большой монументальный комплекс, посвящённый святому Антонию, после главного алтаря работы Донателло (завершённого в 1453 году), бронзовых скульптур и мраморных рельефов, украшающих боковые стены капеллы Святого Антония. В статуях трёх францисканских святых Аспетти, безусловно, не избежал подражания Донателло.
Среди других произведений Аспетти — бронзовые статуи Святого Павла и Моисея на фасаде церкви Сан-Франческо-делла-Винья в Венеции (1592), аллегорические фигуры Умеренности и Справедливости в капелле Гримани той же церкви, а также бронзовые бюсты Себастьяно Веньера, Агостино Барбариго и Маркантонио Брагадина во Дворце дожей в Венеции.

## Галерея
- Мученичество святого Лаврентия. 1604—1606. Рельеф (антепендиум). Бронза. Капелла Усимбарди, церковь Санта-Тринита, Флоренция
- Моисей. Статуя в нише на фасаде церкви Сан-Франческо-делла-Винья в Венеции. 1592. Бронза
- Святой апостол Павел. Статуя в нише на фасаде церкви Сан-Франческо-делла-Винья в Венеции. 1592. Бронза
- Капелла Святого Антония. Статуи Антония Падуанского, Святого Бонавентуры, Людовика Тулузского и четырёх ангелов со свечами. 1593. Бронза. Базилика Святого Антония, Падуя
- Венера и купидон. 1590—1600. Бронза. Музей старого флорентийского дома, Палаццо Даванцати, Флоренция
- Венера и Амур. 1590—1600. Бронза. Музей Боде, Берлин
- Бюст Агостино Барбариго. 1571. Бронза. Дворец дожей, Венеция
- Мужская обнажённая фигура. Ок. 1600 г. Бронза